# Valle di Mud
La Valle di Mud, o Vallone di Mud, è una vallata laterale della Valsesia, nel territorio comunale di Alagna. Si sviluppa dai 1250 m della frazione Pedemonte ai 2964 m del Monte Tagliaferro, cima simbolo della valle. È percorsa dal rio (o rivo) Mud, che ha un solo affluente notabile: il Croso della Moanda.

## Geografia

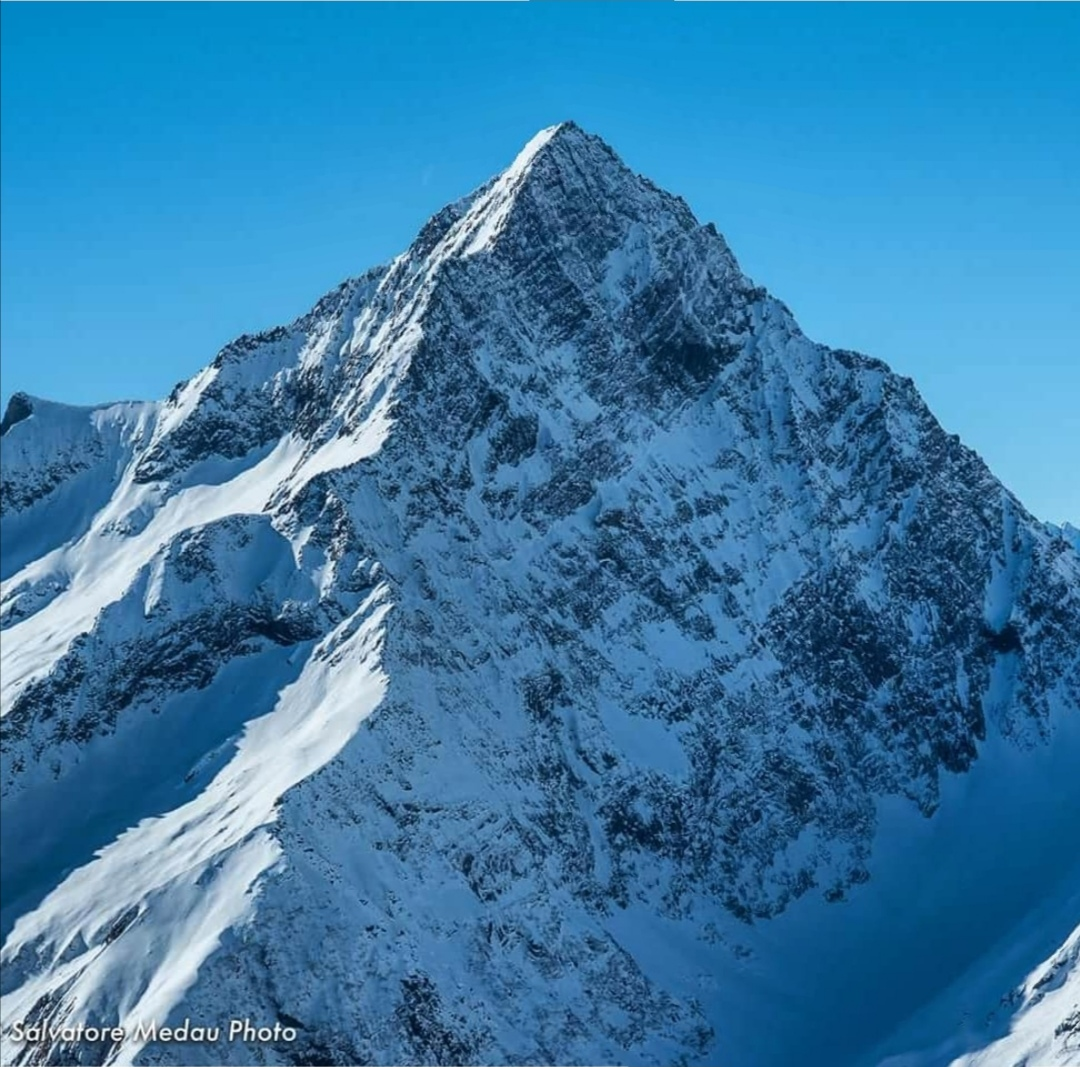
Le pareti del Monte Tagliaferro.

La valle è delimitata a nord dal versante sud del Corno Mud, a sud dal versante nord della Cima Carnera. Viene divisa in due dal Monte Tagliaferro, che fa da spartiacque tra il Rio Mud e il Croso della Moanda. In cima a entrambe le vallate è presente un colle, nella vallata principale è il Colle Mud (2324 m), che permette di traversare in Valmontasca e a Rima, nell'altra la Bocchetta della Moanda (2422 m). il Croso della Moanda dà vita a un piccolo laghetto presso l'Alpe Campo.
A dominare la valle è il Tagliaferro, che al contrario delle altre due vette è totalmente roccioso, con una parete nordovest di 800 m verticali, solcata da ripidi canaloni. alla base di questa parete si notano due nevai perenni, in forte ritirata, che alimentano il torrente. 
Nonostante i pendii delle cime di questa vallata siano in forte pendenza, sono presenti diversi alpeggi e gruppi di case, i più importanti sono: Ronchi (1467 m), Z'ise Hus (1641 m), Alpe Mud di Mezzo (1895 m), Alpe Mud di Sopra (2264 m), Alpe Campo Inferiore (1870 m), Alpe Campo Superiore (1923 m) e Alpe Sattal (2050 m).

## Geologia
La valle si è formata come tutte le Alpi dopo la collisione tra placche circa 50 milioni di anni fa, fa parte della zona Sesia-Lanzo, la maggiore area essere andata in subduzione durante l'orogenesi dell'arco alpino. In seguito le ere glaciali e la corrosione hanno modellato le montagne creando la valle come la vediamo oggi. Le rocce principali che la compongono sono lo Gneiss e il Granito; alla base della valle sono presenti cave di Feldspato e la cresta dei Sassi Bianchi ha vene di Quarzo.
Alla base della parete Nordovest del Tagliaferro è ben visibile una morena laterale di un ghiacciaio presente durante la Piccola era glaciale; i nevai esistenti tuttora ne sono il residuo.

## Fauna e flora

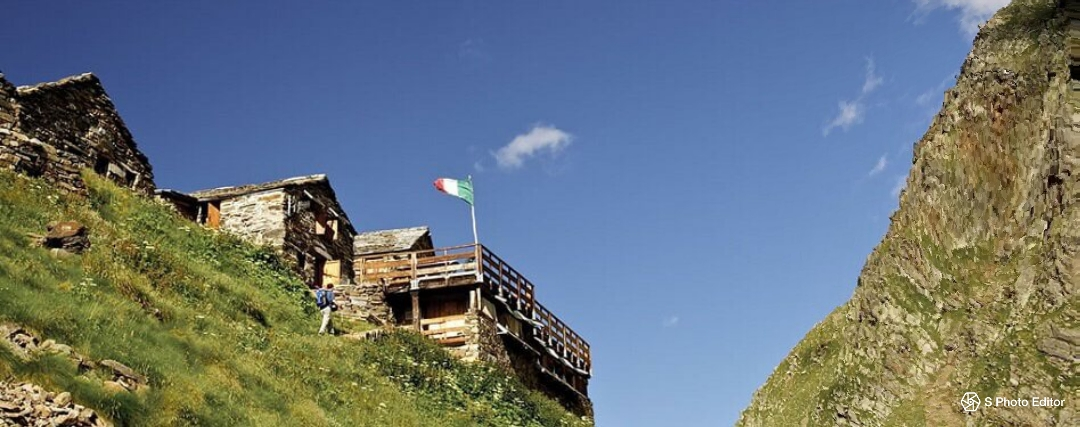
Rifugio Santino Ferioli, a destra la parete del Monte Tagliaferro

La valle, pur essendo frequentata da escursionisti e alpinisti, ha preservato un ambiente molto selvaggio, per questo, soprattutto sulle pareti del Monte Tagliaferro, sono presenti grossi gruppi di Capra ibex (Stambecco) e anche di Rupicapra (Camoscio). Su questi pendii nidificano inoltre Falchi e Aquile. 
Nelle praterie e nelle pietraie non è raro imbattersi in Marmotte; nei corsi d'acqua, all'interno di pozze profonde si trovano Trote e Salmerini.
Per quanto riguarda la flora, data l'elevata altitudine, gli unici alberi presenti sono gli Abeti rossi e bianchi, per il resto ci sono arbusti come Ontanelle Alpine o Rododendri. Sopra ai 2000 m è dominante il Sajùn, tipica erba valsesiana, a quote molto elevate si trovano Leontopodium e Gentianaceae.

## Storia

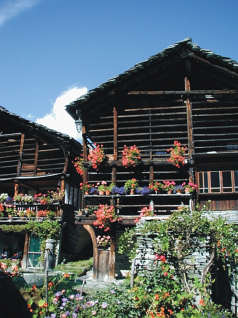
Baite Walser a Pedemonte

La storia di questa valle risale forse a epoca romana, poiché sulla vetta del Monte Tagliaferro sono state ritrovate incisioni in latino molto antiche, durante il Medioevo la zona venne popolata dalle comunità Walser, di cui sono ben presenti le abitazioni a Pedemonte, questo popolo, grazie anche al clima favorevole, si adattò a coltivare sui ripidi versanti di queste montagne, costruendo terrazzamenti ancora visibili oggi. Nei secoli successivi però le zone si spopolarono fino ad arrivare ai giorni nostri; nel 1983 venne inaugurato il Rifugio Santino Ferioli, dalle rovine dell'Alpe Mud di Sopra, e la Baita Sociale alpe Campo nel 1997; favorendo così il turismo. Negli ultimi decenni il Club Alpino Italiano di Varallo ha restaurato i sentieri della valle, oggi è una meta frequentata dagli escursionisti di tutta Europa.

## Accessi e sentieri
La Valle di Mud è accessibile da Alagna Valsesia, la strada termina a Pedemonte, da qui partono diversi sentieri: il 208 che attraversa tutto il vallone e traversa il colle Mud (da questo sentiero si staccano altri due percorsi non segnalati che portano al Belvedere 2456 m, e al Corno Mud 2802 m.). Il 209 che passando per l'Alpe Campo giunge alla bocchetta di Moanda. è possibile inoltre effettuare l'ascesa al Monte Tagliaferro da questa bocchetta, oppure salire all'Alpe Sattal dall'Alpe Campo.

## Alpinismo
La maggior parte delle vie alpinistiche in valle è concentrata sul Monte Tagliaferro, vie come la Cresta Nord, la Direttissima sono tra le più importanti. Anche sulla Cima Carnera ci sono alcune vie.

## Punti d'appoggio
- Rifugio Santino Ferioli, 2264 m
- Baita Sociale Alpe Campo, 1923 m
- Alpe Sattal, 2050 m
- Hotel Montagna di Luce, 1304 m

## Luoghi d'interesse
- Museo Walser a Pedemonte.

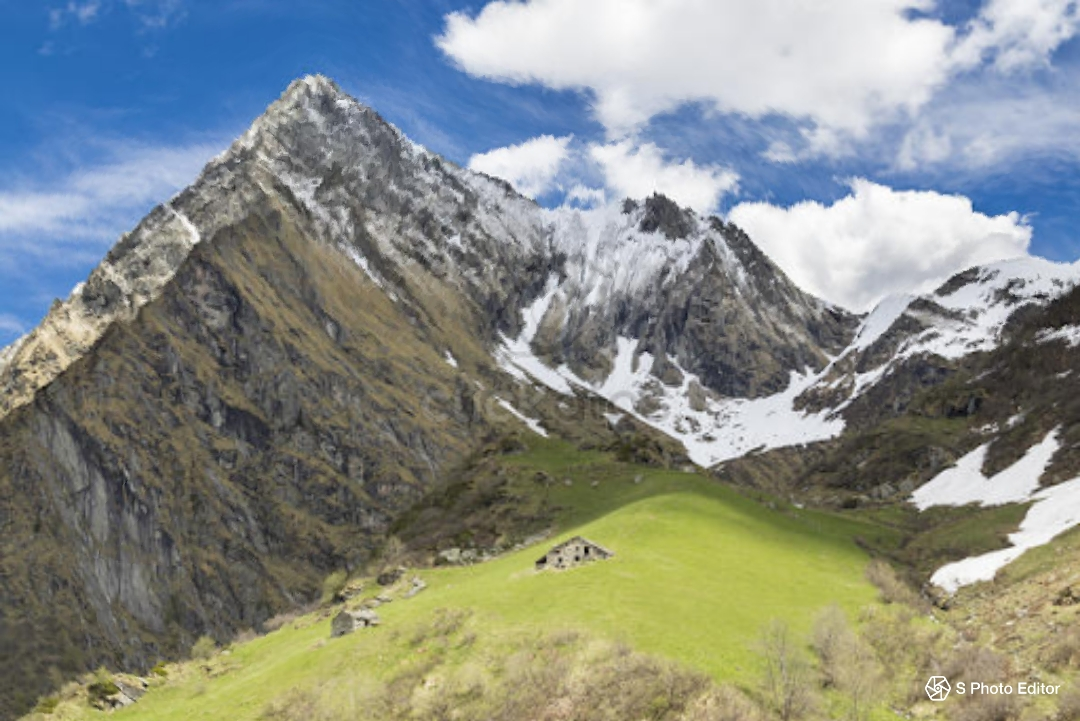
l'Alpe Campo, dietro il Tagliaferro e la Bocchetta di Moanda

- Frazioni Ronchi e Oubre Wittwosma.
- Monte Tagliaferro
- Porta originale della Capanna Regina Margherita, presso l'Alpe Campo
- Belvedere